# Solo Razafinarivo
Solo Razafinarivo (* 5. Januar 1938 in Antsirabe) ist ein ehemaliger madagassischer Radrennfahrer.

## Sportliche Laufbahn
Razafinarivo war im Straßenradsport aktiv. Er war Teilnehmer der Olympischen Sommerspiele 1968 in Mexiko-Stadt. Das olympische Straßenrennen beendete er nicht. Razafinarivo war der einzige Sportler seines Landes, der im Radsport startete. Über sein weiteres Leben und seine sportlichen Erfolge ist nichts bekannt.